# Dominikánská kuchyně

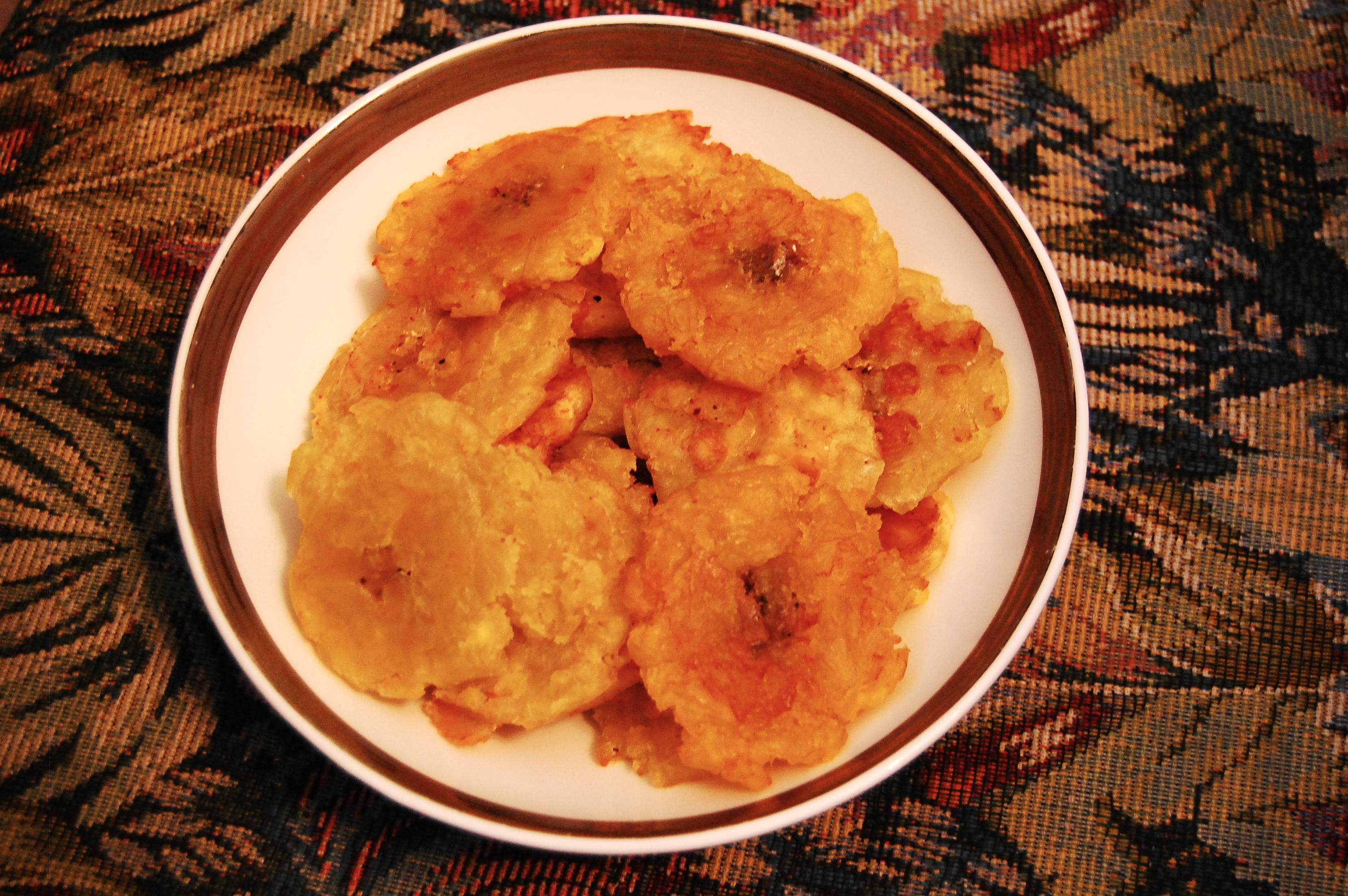
Tostones

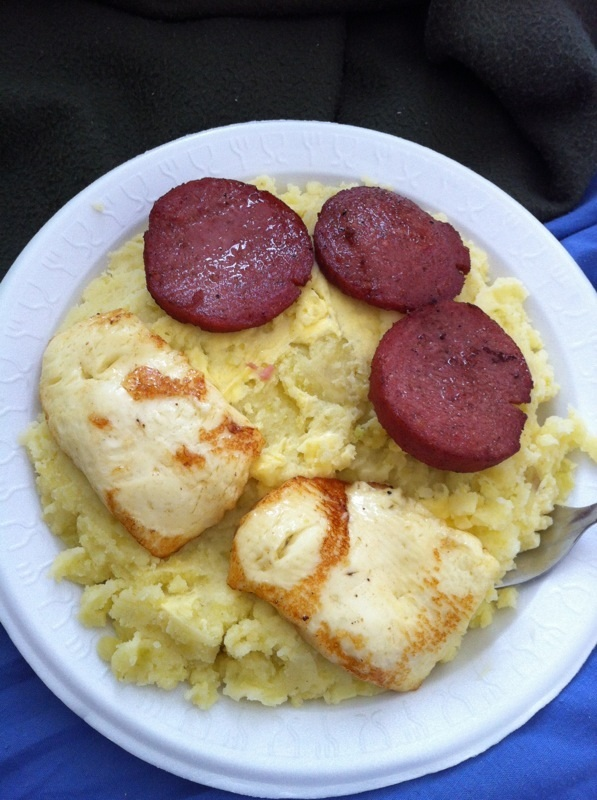
Mangú s opečenými klobásami a sýrem

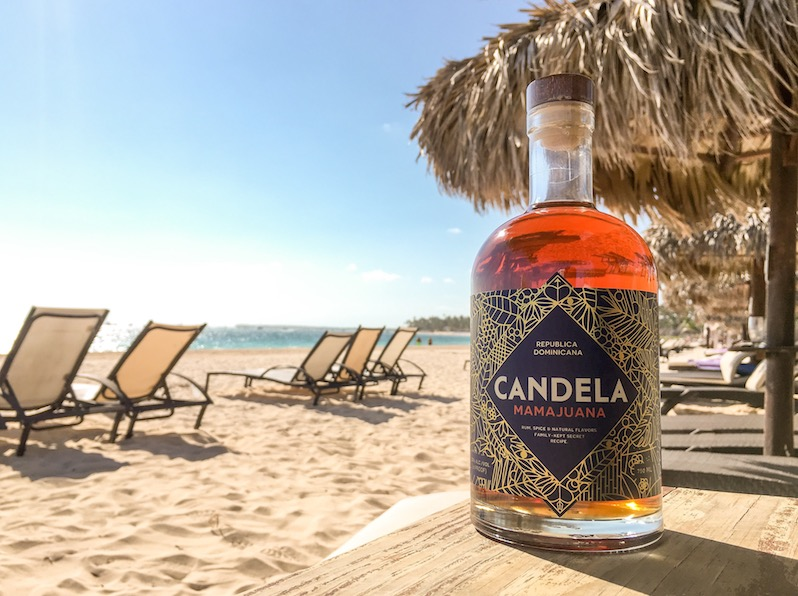
Lahev Mama Juany

Kuchyně Dominikánské republiky (španělsky: Gastronomía de la República Dominicana) je kombinací španělské kuchyně, africké kuchyně a kuchyně domorodých Taínů, v menší míře byla ovlivněna také francouzskou a arabskou kuchyní. Mezí základní potraviny Dominikánské republiky patří rýže, batáty (sladké brambory) a maniok.

## Příklady dominikánských pokrmů
Příklady dominikánských pokrmů:
- La bandera (v překladu vlajka), směs rýže, fazolí, dušeného masa, salátu a smažených plantainů, často považovaná za národní jídlo Dominikánské republiky
- Tostones, smažené plantainy
- Mangú, plantainová kaše, obvykle podávaná k snídani
- Guanimos, dominikánská obdoba tamales, plněné kukuřičné těsto podávané v banánovém listu
- Quipes, dominikánská obdoba libanonského pokrmu kibbeh, koule z masa a bulguru
- Asopao de pollo, dušené kousky kuřecího masa a rýže
- Chicharrón, škvarky
- Chimichurris, sendvič plněný mletým masem
- Niño envuelto, plněné zelné rolky
- Mondongo, dršťková polévka

## Příklady dominikánských nápojů
Příklady dominikánských nápojů:
- Rum
- Káva
- Pivo
- Mama Juana, bylinný nápoj z rumu, červeného vína a medu